# SuriPop XV
SuriPop XV was een muziekfestival in Suriname in 2008.
In de voorselectie koos de jury twaalf liederen. De finale werd op 1 augustus 2008 gehouden in Paramaribo. Gail Eijk won dit jaar de Jules Chin A Foeng-trofee met haar lied Ala ogri e tja wang bun. Het werd gezongen door Bryan Muntslag en gearrangeerd door Demis Wongsosoewirjo.
De trofee werd uitgereikt door de vicepresident van Suriname, Ram Sardjoe. De presentatie lag in handen van Jörgen Raymann en Henk van Vliet.

## Uitslag
1. Ala ogri e tja wang bun van Gail Eijk, gezongen door Bryan Muntslag
2. Ini yu brasa van Harold Gessel, gezongen door Danitsia Sahadewsing
3. Opo wiki kari van Maikel Hofwijks, gezongen door Samantha Wolf

I (1982) · II (1983) · III (1984) · IV (1986) · V (1988) · VI (1990) · VII (1992) · VIII (1994) · IX (1996) · X (1998) · XI (2000) · XII (2002) · XIII (2004) · XIV (2006) · XV (2008) · XVI (2010) · XVII (2012) · XVIII (2014) · XIX (2016) · XX (2018) · XXI (2022) · Kerstsongeditie (2023) · XXII (2024)